# Lord Randolph Churchill
|  | Aquest article tracta sobre l'estadista britànic. Si cerqueu el fill de Winston Churchill, vegeu «Randolph Churchill». |

Randolph Henry Spencer Churchill PC (13 de febrer de 1849-24 de gener de 1895) va ser un estadista britànic.
Lord Randolph era el tercer fill del 7è Duc de Marlborough i de la seva esposa Frances Anne Emily Vane-Tempest, filla del 3r Marqués de Londonderry. Va ser el pare de Sir Winston Churchill, Primer Ministre del Regne Unit durant la Segona Guerra Mundial, i que escriuria la primera gran biografia de Lord Randolph.

## Biografia
Randolph Churchill va néixer al núm. 3 de Wilton Terrace, Belgràvia, Londres. Els seus estudis van ser inicialment privats, estudiant posteriorment a l'Escola Preparatòria Tabor de Cheam (Londres). El 1863 va ingressar al Eton College, on va estar fins a juliol de 1865. A l'octubre de 1867 es matriculà al Merton College d'Oxford. Allà mostrà afició per l'esport, encara que era un lector àvid, graduant-se en jurisprudència i en història moderna el 1870. El 1874 va ser elegit diputat de la Cambra dels Comuns del Regne Unit, unint-se al Partit Conservador per la circumscripció de Woodstock (Oxfordshire), derrotant a George Brodrick, antic company del Meton College.

### Matrimoni
Lord Randolph es casà el 15 d'abril de 1874 amb Jennie Jerome, filla de Leonard Jerome, originària de Nova York, amb la que tingué dos fills Winston Leonard (1874–1965) i John Strange (1880–1947). Els contactes socials de Jennie Jerome ajudaren enormement l'avanç de la carrera política de Lord Randolph.

### El "Quart Partit"

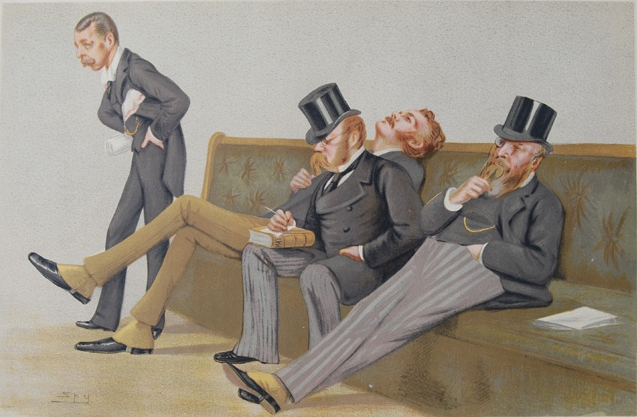
"The Fourth Party"Spencer-Churchill, Balfour, Drummond-Wolff i Gorst caricaturitzats per Spy (Leslie Ward) a Vanity Fair, desembre de 1880

No va ser fins al 1874 quan es va donar a conèixer al gran públic com a exponent d'un conservadorisme independent. Va realitzar una sèrie d'atacs furiosos sobre Sir Stafford Northcote, R. A. Cross i d'altres membres preeminents de la "vella guàrdia". George Sclater-Booth (posteriorment 1r Baró Basing), President del Gabinet Local del Govern, era un objectiu específic, i l'Acta del Govern va ser ferotgement denunciada com un "gran deshonor pels principis Tory", així com la "violació suprema de l'honestedat política". L'actitud de Lord Randolph el va convertir en una figura parlamentària de certa importància.
Al nou Parlament de 1880 començà a tenir un paper més notable, juntament amb Sir Henry Drummond-Wolff, Sir John Gorst i, ocasionalment Arthur Balfour, es va fer conèixer com els oponents a l'administració del Partit Liberal i en un punt de vista crític cap al Partit Conservador des de la mateixa bancada conservadora. El Quart Partit, com se'ls anomenà, no van causar gaires danys per al govern en un inici, però advertí l'oposició de la seva apatia; Churchill ascendí entre els Conservadors fent front a Charles Bradlaugh, el membre per Northampton, qui ja estava preparat per fer la promesa parlamentària mitjançant una fórmula agnòstica. Sir Stafford Northcote, el líder conservador a la cambra baixa, va veure's oblidat a adoptar una línia dura en aquesta difícil qüestió del Quart Partit. La llarga controvèrsia sobre l'escó de Bradlaugh mostrà que Lord Churchill era un campió parlamentari amb una gran audàcia, així com una destacable habilitat tàctica i perspicàcia. Continuà interpretant un paper visible al Parlament entre 1880 i 1885, apuntant cap a William Ewart Gladstone i a tot el banc conservador, alguns dels seus membres, com Sir Richard Cross i William Henry Smith, atacà singularment.
Des de l'inici de l'embolic egipci, Lord Randolph es mostrà emfàticament contrari a pràcticament totes les passes que feia el goven. Declarà la supressió de la rebel·lió del Urabi Pasha com un error, i la restauració de l'autoritat del khedive com un crim. Va dir que Gladstone era el "Molotx de Midlothian", pels corrents de sang que havia vessat a Àfrica. Va ser igualment sever amb la política domèstica de l'administració, i les seves crítiques vers el Tractat de Kilmainham van ser particularment amargues, així com les dirigides per l'acostament entre els Gladstonians i els Parnellites.

### La Democràcia Tory
El 1885 formulà la política d'un conservadorisme progressiu que va ser coneguda com la Democràcia Tory. Declarà que els conservadors havien d'adoptar, més que oposar-se, reformes populars, també per desafiar als Liberals que es proclamaven els campions del Poble. Els seus postulats van ser àmpliament acceptats pels líders conservadors oficials al tractament de l'Acta de Franquicia Gladstoniana de 1884. Lord Randolph insistí que el principi de l'acta havia de ser acceptada per l'oposició, i que la resistència havia de dirigir-se cap al rebuig del govern per combinar-ho amb un esquema de redistribució. El paper prominent, i sobretot prudent i encertat, que va exercir en els debats sobre aquestes qüestions van fer que augmentés la seva influència en les circumscripcions conservadores.
Al mateix temps era un predicador actiu de l'evangeli del Torisme democràtic en una sèrie de campanyes. Entre 1883 i 1884 envaí el bastió de Birmingham, participant a continuació en una festa al jardí conservador d'Aston Manor, en la que els seus opositors van ocasionar greus disturbis. Va dedicar una atenció constant a l'organització del partit, la qual havia caigut en un considerable desordre després de 1880, i era un promotor actiu de la Lliga de Primavera.

### Amb càrrec
El 1884, el Torysme progressista guanyà. A la trobada de la Unió Central d'Associacions Conservadores, Lord Randolph va ser elegit president, malgrat l'oposició de diversos líders parlamentaris; evitant-se una divisió interna per la seva dimissió voluntària, però l'episodi el confirmà com una de les figures preeminents entre els Tory. Va ser enfortit per la seva participació en els fets immediatament anteriors a la caiguda del govern liberal el 1885, i quan les resolucions de Hugh Childers van ser derrotades pels conservadors, amb el suport de gairebé la meitat dels Parnellites, els seguidors de Lord Randolph Churchill van tenir justificació per dir que havia estat "l'organitzador de la victòria". Els seus serveis havien estat massa importants perquè no se li reconeguessin, i el govern de Lord Salisbury de 1885 va ser nomenat Secretari d'Estat de l'Índia. Com a preu per la seva entrada al govern demanà que Sir Stafford Northcote havia de ser expulsat de la Cambra dels Comuns, malgrat que era el líder conservador. Salisbury va estar d'acord Northcote va passar a la cambra dels Lords com a Comte d'Iddlesleigh. Durant la seva estada al capdavant de l'Oficina Índia, Churchill capgirà la política vers Birmània. Va fer costat als interessos comercials i dirigí al virrei, Lord Dufferin, perquè envaís la Birmània septentrional al novembre de 1885. Amb poca discussió, Churchill decidí annexionar la darrera resta del que havia estat el gran Regne de Birmània, afegint una nova província al Raj Britànic com a "Regal d'Any Nou" per a la Reina Victòria el dia de Cap d'Any de 1886.
A les eleccions de la tardor de 1885 es presentà per la circumscripció de  Birmingham Central contra John Bright, i tot i que va perdre, al mateix temps aconseguí una gran majoria a  Paddington South. En la disputa que seguí l'Acta de política interior de William Ewart Gladstone, Lord Randolph jugà de nou un paper visible, i a la campanya electoral la seva activitat va ser només per darrere a la d'alguns membres del Partit Unionista Liberal, com Lord Hartington, George Joachim Goschen i Joseph Chamberlain. Ara era reconegut com el campió conservador a la Cambra dels Comuns del Regne Unit, i quan es formà el segon govern Salisbury després de les eleccions generals de 1886, Lord Randolph Churchill esdevingué Canceller de l'Erari i Cap de la Cambra dels Comuns.

### Eclipsi

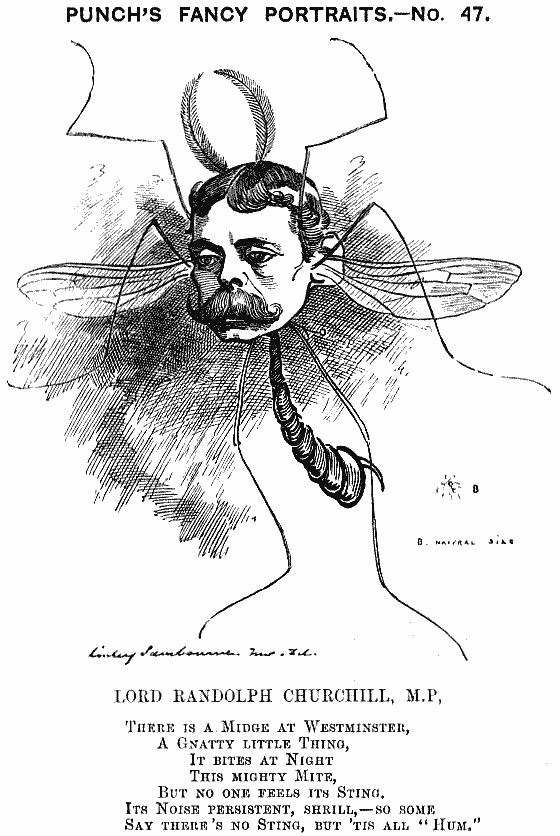
Caricatura publicada al 1881 a Punch

La seva presidència de la Cambra va ser tot un èxit, marcada pel tacte, la discreció i la temperança. Però mai no va poder-se reconciliar amb diversos dels seus col·legues, la qual cosa comportà diverses friccions en les relacions, la qual cosa acabà amb la seva dimissió sobtada el 20 de desembre de 1886. Van ser diversos els motius que van comportar aquesta decisió, però l'única causa ostensible va ser la que donava en la seva carta a Lord Salisbury i que va ser llegida a la Cambra dels Comuns el 27 de gener. En ella afirmava que la seva dimissió era deguda a la seva incapacitat, com a Canceller de l'Erari, de respondre a les peticions fetes al Tresor pels ministres al capdavant de la Marina i l'Exèrcit. La suposició habitual que esperava que la seva dimissió seria seguida per la rendició incondicional del govern i la seva restitució al càrrec d'acord amb les seves pròpies condicions. La seqüela, en canvi, va ser completament diferent, i el govern va ser reformat amb Goschen com a Canceller de l'Erari. Durant els següents anys van existir especulacions sobre la seva tornada a la primera línia política, com succeeix sovint en les dimissions ministerials, però la carrera de Churchill com a cap del Partit Conservador havia acabat.
Tot i que continuà ocupant el seu escó parlamentari, la seva salut va anar en declivi durant la dècada de 1890. Va dedicar molta atenció vers la societat, els viatges i l'esport. Va ser un seguidor ardent de les curses de cavalls i, el 1889, va guanyar la Epsom Oaks amb una euga anomenada Abbesse de Jouarre . El 1891 va viatjar a Sud-àfrica, tant per motius de salut com de descans. Va viatjar durant mesos per la Colònia del Cap, el Transvaal i Rhodèsia, fent diverses notes sobre la política i l'economia dels països, caçant lleons i registrant les seves impressions en les seves cartes a un diari londinenc, les quals van ser publicades sota el títol Men, Mines and Animals in South Africa. Atacà la política interior de Gladstone amb energia, pronunciant diversos discursos ferotges pro-unió a Irlanda.
Durant aquesta època encunyà la sentència "L'Úlster lluitarà, i l'Úlster tindrà la raó". Però ben aviat va ser evident que les seves capacitats estaven mermades per la malaltia (es deia que era sífilis terciària, afirmació qüestionada recentment), que li va causar la mort amb només 45 anys. Mentre seguien les sessions de 1893, els seus discursos van perdre la seva anterior efectivitat, i el 1894 ja era escoltat amb més pietat que no pas interès. El seu darrer discurs als Comuns va ser en el debat sobre Uganda al juny de 1894, i va ser un fracàs. De fet, s'estava morint. Un viatge arreu del món no va poder curar-lo: marxà a la tardor de 1894, acompanyat per la seva esposa, però la malaltia havia progressat tant que va haver de tornar a correcuita des del Caire. Arribà a Anglaterra poc abans de Nadal, morint a Londres el dia 24 de gener. El valor total de la seva herència va ser xifrat en £75,971. (equivalent a uns £42 milions de 2006). Va ser enterrat a l'església de Saint Martin de Bladon, prop de Woodstock, Oxfordshire.
La seva vídua, Lady Randolph Churchill, es casà amb George Cornwallis-West el 1900, passant a ser Mrs. George Cornwallis-West. Després que es divorciessin, tornà a adoptar el nom de Lady Randolph Churchill (Lord Randolph era un títol de cortesia com a fill menor d'un duc, i les lleis angleses no el qualificaven per a un títol nobiliari). El fill de Lord Randolph, Sir Winston Churchill, va morir el mateix dia que el seu pare, 70 anys després (el 24 de gener de 1965).

## Aparicions al cinema, a la televisió i a la literatura
El personatge de Randolph Churchill ha aparegut en nombroses pel·lícules i produccions televisives sobre el seu fill Winston. Habitualment és retratat com un home fred i distant, tot i que potser no era gaire diferent als altres pares de la seva època i classe.
A la pel·lícula "Edward the King" va aparèixer com un personatge més natural, socialment semblant al Príncep de Gal·les Albert Eduard i a la resta d'amics. La seva caiguda és representada quan es confrontà amb la Princesa de Gal·les i li demanà que emprés la seva influència amb el príncep per aturar el divorci de Lord Aylesford, després que ella hagués planejat fugar-se amb el germà de Lord Randolph, el Marquès de Blandford.
Una altra aparició notable és a la pel·lícula El jove Winston, en la que va ser interpretat per Robert Shaw, així com a la minisèrie Jenny, The Life of Lady Randolph Churchill .
Sir Winston es refereix a la carrera del seu pare en diversos dels darrers capítols de A History Of The English Speaking Peoples; i va escriure una biografia d'ell, Life of Randolph Churchill (1906).
Lord Randolph és l'objectiu d'una temptativa d'assassinat a la novel·la Better Dead, de J.M. Barrie.